# Muxta xanthopa
Muxta xanthopa är en fjärilsart som beskrevs av Holland 1893. Muxta xanthopa ingår i släktet Muxta och familjen björnspinnare. Inga underarter finns listade i Catalogue of Life.